# Desafío Español (ESP 97)
Desafío Español es el yate con el número de vela distintivo ESP 97 de la Clase Internacional Copa América.
Navega bajo pabellón español y pertenece al equipo Desafío Español 2007.
En 2007 participó en las Challenger Selection Series (Copa Louis Vuitton) de la 32 edición de la Copa América de Vela, disputada en Valencia (España). 

## Otros datos
- Número de vela: ESP 97
- Nombre: Desafío Español
- Club: Real Federación Española de Vela
- Pabellón: España
- Propietario: Desafío Español 2007
- Constructor:  King Marine (Íñigo Toledo, coordinador)
- Velas: Sandro Benigni y Nihat Aydin
- Mástil/Jarcia: Paul Snape, Dave Hulse y Pablo Rosano
- Diseño: John Reichel, Jim Pugh y Scott Graham
- Director técnico: John Cutler
- Apéndices y Cfd: James Criner
- Tank test: Richard Whitaker
- Ingeniería: Arrand Bird y Oscar Jáuregui
- Análisis de datos: Carolina Maggioli y Gonzalo Infante
- Composites: Alex Shimell
- Patrón: Luis Doreste
- Cañas: Karol Jablonski, Santiago López-Vázquez y Jesper Radich
- Tácticos: John Cutler y Tony Rey
- Navegantes: Matt Wachowicz y Juan Luis Páez
- Tripulación: 17
- Construido: 2006
- Material del casco: Fibra de carbono, Nomex honeycomb
- Eslora parcial:
- Rating: IACC versión 5